# Tipula flavostigmalis
Tipula flavostigmalis är en tvåvingeart som beskrevs av Alexander 1953. Tipula flavostigmalis ingår i släktet Tipula och familjen storharkrankar. Inga underarter finns listade i Catalogue of Life.